# كارسون يونغ
كارسون يونغ (بالإنجليزية: Carson Yeung) مواليد 27 فبراير 1960 ، هو رجل أعمال من هونغ كونغ ومالك نادي برمنغهام سيتي. في 29 يونيو 2011، اعتقل يونغ في منزله في هونغ كونغ بتهمة تبيض الأموال.